# Flörsbachtal
Flörsbachtal é um município da Alemanha, situado no distrito de Main-Kinzig, no estado de Hesse. Tem 52,11 km² de área, e sua população em 2019 foi estimada em 2.321 habitantes.